# Carl Zeiss
Carl Zeiss (Weimar (Alemania), 11 de septiembre de 1816 - 3 de diciembre de 1888, Jena) fue un óptico muy reconocido mundialmente por la compañía de lentes e instrumentos ópticos de gran calidad que fundó y que lleva su apellido: Zeiss (actualmente Carl Zeiss AG).

## Breviario
El mismo Zeiss hizo contribuciones a la óptica mejorando algunos procesos de elaboración de lentes. Se crio en Weimar, Alemania, y comenzó a ser un notable constructor de lentes ya en el año 1840, época en la que empezó a crear lentes de gran calidad con gran apertura, permitiendo unas imágenes muy nítidas. Su primer laboratorio lo montó en la ciudad de Jena y fue allí donde empezó su carrera como óptico. Las primeras lentes fueron empleadas como piezas en la construcción de microscopios, justo en la época en la que empezaba a descubrirse la cámara, su compañía (Zeiss) empezó la manufactura de lentes de alta calidad para cámaras. Murió el 3 de diciembre de 1888 en la ciudad de Jena (Alemania) habiendo dedicado prácticamente toda su vida a la construcción de lentes.

## Biografía

### Ambiente familiar
Carl Zeiss nació el 11 de septiembre de 1816 en la ciudad de Weimar como el quinto hijo de los doce hermanos que serían después, aunque seis morirían a temprana edad. Su madre Johanna Antoinette Friederike (1786-1856) fue la más joven de las hijas del juez real (Hofadvokaten) Johann Heinrich Schmith von Buttstädt, procedente de una comarca cercana a Weimar; es muy posible que la madre tuviera una formación profunda basada en una educación de juristas y teólogos. 
El padre Johann Gottfried August Zeiss (1785-1849) procedía de Rastenberg donde sus ancestros anteriores radicaron por más de cien años. A 6 km de esta ciudad se casó con Johanna, en el pueblo de Buttstädt. Mientras su hermano se quedó en la casa paterna, él se trasladó a Weimar donde nacería Carl. En esta localidad el padre se dedicó a elaborar trabajos muy finos y elaborados de nácar, ámbar y marfil, artículos de lujo que solo personas muy adineradas de la época podían lograr. De esta forma el príncipe Carlos Federico de Sajonia-Weimar-Eisenach (1783-1853) se puso en contacto con la familia, así como el amigo de Goethe, Carlos Augusto de Sajonia-Weimar-Eisenach.

### Educación
Debido en parte a la necesidad de progresar en la profesión, el padre de Carl decide enviar a todos sus hermanos a diferentes institutos (Gymnasium), los hermanos mayores estudiaron Filología e Historia y posteriormente fueron maestros de escuela en estos campos. Carl sin embargo tenía una dolencia que le impedía hacer esfuerzos físicos y permanecer durante largo tiempo sentado, y es por esta razón por lo que el padre le dio de alta en un Gymnasium especial en Weimar. Allí tuvo contacto con ambientes técnicos y científicos que le despertaron el interés para continuar en la Universidad con los estudios de Mecánica.
Carl fue después a Jena, en 1834 a las clases que proporcionaba el profesor en la Universidad de Jena Dr. Friedrich Körner (1778-1847). Su habilidad para la óptica quedó ya por estas fechas patente, siendo uno de los más conocidos ópticos de Alemania desde ya muy joven. Zeiss permaneció en Jena  cuatro años más y durante su estancia logró completar su formación científica. La asistencia continuada a las clases de matemáticas hizo que fuera licenciado como en mayo de 1835 como stud. math.. Eran los tiempos de las máquinas de vapor instaladas en las locomotoras y esta nueva máquina atrajo la atención inicial del joven Carl incitándole a hacer prácticas sobre esta materia.
Durante el periodo de 1838 hasta 1845 fue de prácticas a laboratorios de Alemania pasando por las ciudades de Stuttgart, Darmstadt, Viena y Berlín. Durante sus estancia en Stuttgart no debió ocurrir tanta actividad como en la ciudad de Darmstadt en la que llegó a conocer a Hektor Rössler. Trabajó en la "Meca" de la ingeniería de máquinas en la Europa de la época (Viena), en el año 1843 estuvo destacado en las fábricas de Rollé y Schwilqué. Su estancia en Viena  fue provechosa, y solía asistir cada domingo a la lectura de las lecciones de mecánica popular en el departamento técnico de K. K. Polytechnischen Instituts. Su último año de prácticas lo hizo en la ciudad de Berlín como mecánico óptico.

### Regreso a Jena
Tras algunos años fuera de su ciudad natal,  Carl decide regresar y dedicarse allí al oficio de mecánico óptico, para que le acepten ingresa en la Universidad de Jena en noviembre de 1845 para asistir a clases de matemáticas y química.

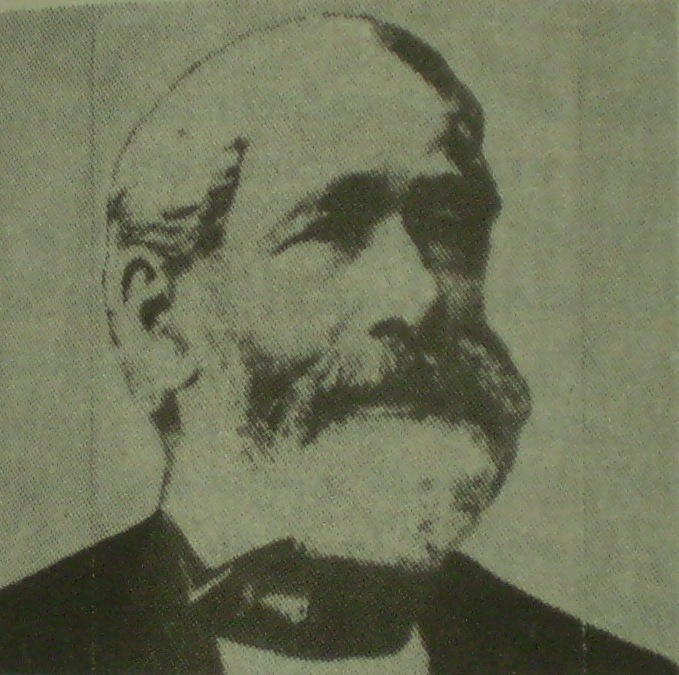
Carl Zeiss.

El día 10 de mayo de 1846,  Zeiss solicita a la administración la concesión para la apertura de una fábrica de instrumentos en la ciudad de Jena. Para la solicitud contaba con la aprobación y recomendación por escrito de los profesores de la Universidad, no obstante tenía que pasar un examen de validez en junio, test que superó, y tras un fuerte proceso burocrático el 17 de noviembre de 1846 con un capital inicial de 100 táleros. Carl Zeiss trabajó al comienzo solo, en la construcción de instrumentos físicos y químicos, desde lupas hasta ornamentaciones de rematado y dorado de espejos, al principio tuvo éxito. Para vivir vendía en las tiendas los instrumentos que él mismo elaboraba, de esta forma había: gafas, telescopios, microscopios, termómetros, barómetros, balanzas, así como otros accesorios o dispositivos, siendo en la óptica donde destaca.

### Producción industrial
En 1847 empezó con la producción de microscopios, de los que pronto llegaría a hacerse famoso. Pronto haría fuerte competencia a los constructores de estos aparatos en Europa como Chevalier (París), Plössl (Viena) así como a su propio maestro Körner, haciendo no solo aparatos más baratos sino que tenían ciertas mejoras técnicas, como por ejemplo los microscopios de la competencia movían el objetivo para enfocar, mientras que los de Zeiss lo hacían mediante una cremallera en el ocular. El negocio iba bien y de esta forma en 1847 contrató a su primer ayudante (1 de julio de 1847), August Löber (1830-1912) tenía por aquel entonces 17 años. Durante este ejerció de 1847 Zeiss y su ayudante desarrollaron cerca de 27 tipos de microscopios. A pesar de las crisis en las cosechas de los años 1845 y 1846, la crisis de comercio de 1847 y la Revolución de 1848. Zeiss adquirió la fama y reputación internacional necesaria para el buen devenir de su negocio. En 1850 la Universidad Prusiana de Greifswald le ofreció el puesto de mecánico en el laboratorio con un sueldo interesante. Zeiss rechazó la invitación, tal vez amenazado por las influencias Grunert que se negaba a trabajar con un extranjero como Zeiss.

## Mejora del microscopio

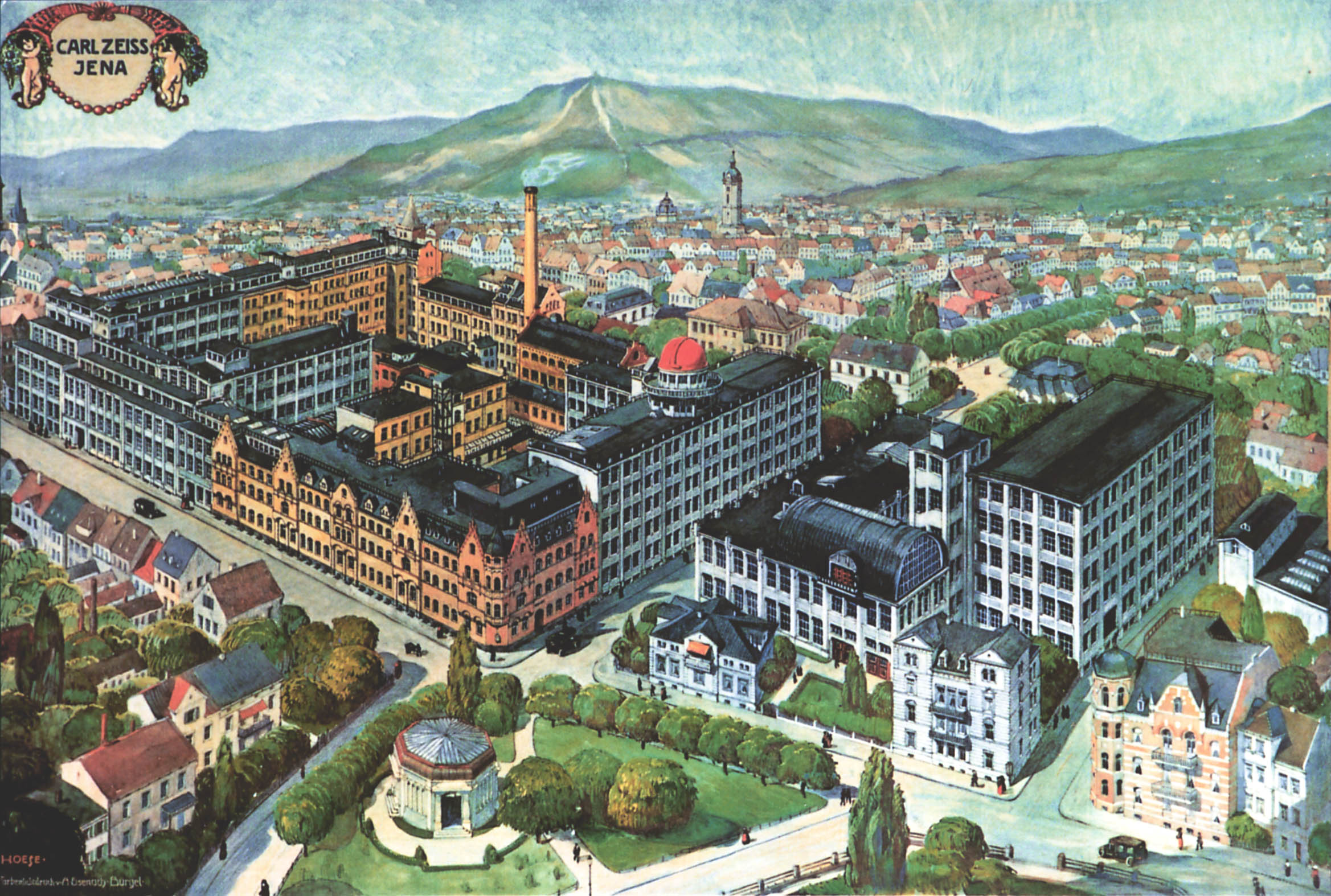
Imagen de la factoría de Jena en el año 1910.

Los empleados de Carl en la fábrica trabajaban en los aparatos pero no había un ayudante para la construcción de microscopios. Cada asistente construía su propio aparato desde el comienzo hasta el final, esta es la razón por la que en los primeros modelos aparece el nombre de los constructores. Esta situación cambió en 1857 con la dirección de Löbers, en la que se produjo una división del trabajo. Esto fue importante para Carl Zeiss ya que fue instruyendo a cada trabajador en las características particulares de su tarea, enseñando los trucos (y quizás los secretos) de la producción de piezas.
Desde los comienzos Carl fue asistido por el botánico Matthias Jacob Schleiden (1804-1881) y fue él quien fue dando ideas a Carl acerca de las mejoras del microscopio, quizás motivado por indagar con ciertas mejoras en la teoría celular. De esta forma los microscopios sencillos fueron mejorando, primero en el sistema de lentes. La mejora fue contrastada con diversos microscopistas de la época, como por ejemplo el botánico de Darmstädt Leopold Dippel (1827-1914). Una de las mejoras obtenidas eran los aumentos, de esta forma en 1852 existían ya tres variantes con 200 aumentos (Precio: cinco táleros) y en 1856 se añadió otro con 300 (8 táleros). Con el tiempo iría mejorando la producción y la calidad de los mismos.
Uno de los objetivos de Carl Zeiss era el de poder desarrollar un microscopio con solo los cálculos ópticos de sus lentes y no con los métodos pesados basados en los ensayos de prueba-error que venían haciéndose hasta entonces. Esta posibilidad llevaba a calcular el radio de las lentes y su distribución, pudiendo comprobar de forma teórica la composición óptima del sistema de lentes. Este método de diseño agradaba más a Zeiss que debido a su formación como mecánico necesitaba de los diseños justificados para la construcción de microscopios, para lograr esto buscó los expertos en el tema. A pesar de que Joseph von Fraunhofer (1787-1826) preparó en el 1819 en Múnich un telescopio con solo los cálculos y con la ayuda de Johann Friedrich Voigtländer (1779-1859) Petzval (1807-1891) en Viena de 1840 hizo lo mismo con un objetivo fotográfico. Zeiss sabía que este diseño podía intentarse debido a los múltiples libros que había leído sobre el tema. Pronto empezaría una colaboración con el matemático Friedrich Wilhelm Barfuss que empezó en 1852 hasta la muerte del colaborador. De esta forma empezó Zeiss la construcción de su más simple microscopio que tenía solo dos lentes y un objetivo, que se ajustaba con un tubo en movimiento gracias a un tornillo. Este instrumento ya estaba a la venta en el 1857.
Tras la muerte del mecánico de la Universidad de Jena Braunau en 1860, C. Zeiss optó por su posición. No es que quisiera tener el título, sino que le era muy importante intentar minimizar el pago de impuestos al que estaba sometido, el puesto le fue concedido pero solo quedó exento de pago de impuestos durante las dos primeras semanas, ya que existía una ley que decía que solo aquellas personas que se dedicaban a la docencia podían estar al amparo de esta ventaja. Carl Zeis acudió a diferentes exposiciones en Alemania y en Turingia en 1861 logró dos posiciones de excelencia en la construcción de microscopios: 1. Allgemeinen Thüringischen Gewerbeausstellung. En 1863 Zeiss fue reconocido con el título de Hofmechanikus debido a su brillante carrera.
Mientras tanto la empresa de Carl Zeiss iba adquiriendo poco a poco fama mundial, además de mayor masa industrial. En el año 1858 tuvo que ampliar los espacios de la fábrica. La relación con otras empresas dentro de la industria de la óptica fue creciendo de igual forma, por ejemplo, tuvo relaciones con Julius Kern en Aarau (Suiza), Emil Busch en Rathenow (distribuidor de gafas) y W. C. Heraeus en Hanau (distribuidor de platino). Ya en el año 1861 estaba establecido y tenía una red de clientes famosos, es de resaltar la del zoólogo Ernst Haeckel (1834-1919), que posteriormente se hizo mundialmente famoso. 
La óptica de los microscopios y oculares simples estaba no obstante improvisada y este diseño convencía a pocos clientes, aunque no era de la misma opinión Schleiden. Por esta razón en el séptimo catálogo de productos de agosto de 1861 aparece nuevas construcciones de microscopios en cinco posibilidades. El más grande de ellos era uno con pie estabilizador de forma de herradura, tal y como los elaboraba Georg Oberhäuser (1798-1868) en París (solía costar 55 Táleros). Se añadía al conjunto un objetivo y un obturador que regulaba la entrada de luz, procedente de la reflexión de un espejo puesto debajo del portaobjetivos. Zeiss ofrecía esta composición a sus clientes de forma modular, de esta forma se podía combinar la óptica como se deseara. Tras esta variación la mejora en la potencia de aumentos de los microscopios fue la siguiente mejora, de esta forma en el año 1866 se pone a disposición del público la posibilidad de emplear microscopios con potencias de aumento: de esta forma era posible comprar uno con ampliación óptica de 300-aumentos (Denominado Triplett) en el 1863, que superó al de 200-aumentos (Doublett) de 1866 y al simple de 120-aumentos. Se sometió a prueba la calidad de los objetivos ópticos con la intención de aumentar su potencia de aumentos, de esta tarea en concreto se encargó Leopold Dippel que supervisó la calidad de los objetivos denominados A, C, D y F y certificó que la calidad era buena. Edmund Hartnack (1826-1891) heredó la fábrica de su tío Oberhäuser y Zeiss sabía seguro que aunque sus objetivos eran buenos y que iban mejorando nunca llegarían al nivel de los de la factoría de Hartnack elaborados por técnicas de inmersión en agua. Sin embargo, la disposición de las lentes era una aventura que no le estaba saliendo bien del todo.

### Colaboración con Ernst Abbe

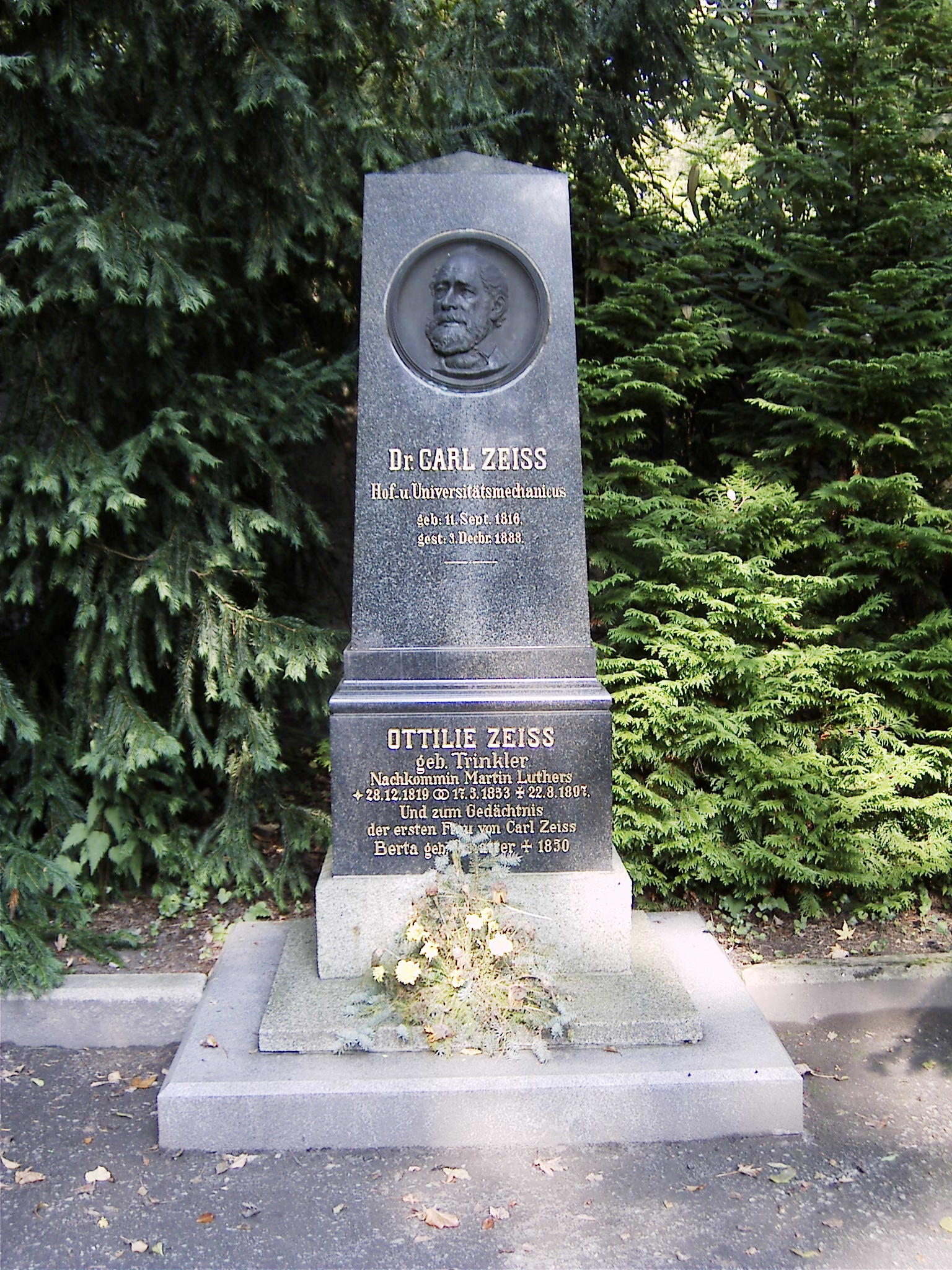
Memorial a la vida de Zeiss en Jena.

Carl Zeiss regresa a la idea de un objetivo óptico sencillo que pueda calcularse con las ecuaciones de la física óptica. Esta necesidad hizo que buscara la ayuda de un físico y de esta forma obtiene la ayuda de Ernst Abbe (1840-1905), que daba clases en la Universidad de Jena. La colaboración entre el físico de 26 años y Carl que ya tenía 50 comienza el 3 de julio de 1866 con el objetivo de diseñar un objetivo de inmersión acuática, intentando igualar los resultados de Hartnack. Antes de abordar la construcción del objetivo tuvieron que chocar con la resistencia de Löbers y de algunos empleados que no querían cambiar un sistema que ya funcionaba. De esta forma la pareja Zeiss-Abbe tuvieron que diseñar una a una las lentes del objetivo y probar que no afectaban negativamente a la producción actual de la fábrica, emplearon para ello los anillos de Newton. Años antes Fraunhofer había realizado las mismas pruebas, pero eran desconocidas en la fábrica de Zeiss. La idea de Abbe hizo que la fábrica de Zeiss empezara a construir la siguiente serie de instrumentos de medida, en apariencia exterior eran similares (se economizó este aspecto) a los anteriores, pero ahora tenían menos lentes, eran mucho más potentes y luminosas y el coste de producción se reducía un 25%.
Ahora Abbe trabajaba en el desarrollo de los microscopios mediante el cálculo de las lentes de los objetivos. Zeiss le ayudó durante esta etapa proporcionándole el mejor hombre de su taller: August Löber. A pesar de esto hubo algunas dificultades, hasta que a finales del año 1872 el trabajo de Abbe ya estaba finalizado. En el catálogo n.° 19 sobre microscopios y aparatos auxiliares se cita: „Die hier aufgeführten Mikroskop-Systeme sind sämtlich neuerdings auf Grund theoretischer Berechnung des Herr Professor Abbe in Jena construiert.“ ("Los sistemas de microscopía citados en el catálogo son novedades construidas en Jena basadas en los cálculos teóricos del Señor Profesor Abbe") su calidad era tan grande que no había competencia, esto motivó a subir el precio de sus productos: en 1871 el mejor microscopio del catálogo costaba 127 táleros, y ahora en 1872 el modelo principal costaba 387 táleros. A pesar del crecimiento de los precios los pedidos crecían, junto con su fama de calidad, en un congreso de investigadores médicos de Leipzig se alabó su calidad.
La elaboración de los microscopios se fue modernizando, pero hubo siempre algún problema con la partición del trabajo en la producción de los mismos, los trabajadores no estaban de acuerdo con la partición del trabajo, debido a esto en 1874 no había acabado sus investigaciones. Zeiss pagó a Abbe por el éxito de sus descubrimientos con un porcentaje de los beneficios de la empresa y en 1875 le concedió una parte de la fábrica. A pesar de ello Abbe y Zeiss tuvieron sus discusiones debido a que él quería publicar sus descubrimientos, cosa a la que se negó Zeiss mencionando que era parte de la propiedad intelectual de la empresa.

## Algunas anécdotas

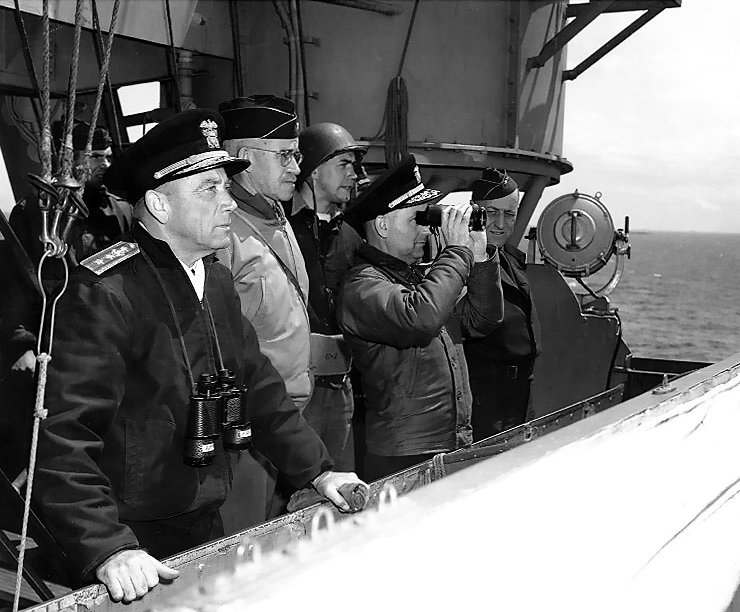
Los binoculares Carl Zeiss fueron muy apreciados tanto por los aliados como por las fuerzas del Eje.

- Los binoculares Carl Zeiss eran usados en la Primera y II Guerra Mundial tanto por los aliados como por los mismos alemanes y fuerzas del eje debido a su excelente calidad y además gozan de gran demanda en las marinas de varios países.
- La cámara que filmó el hombre pisando la Luna tenía montada una lente Carl Zeiss.
- El Señor de los Anillos fue grabada con lentes Zeiss.
- Las lentes que utiliza el Google Earth son lentes Zeiss.
- La lente plana más grande construida es una lente Zeiss.
- Nokia usa lentes Zeiss en la mayoría de sus dispositivos de gama alta.
- Sony utiliza lentes Zeiss tanto en sus cámaras compactas de gama alta como en sus objetivos de montura intercambiables de gama alta.
- Zeiss fabrica objetivos para cámaras de tipo réflex, como opción de gama alta, para la gran mayoría de marcas (por ejemplo las célebres Hasselblad usadas en la Luna).

## Publicaciones
- Auerbach, Das Zeisswerk und die Karl Zeiss-Stiftung in Jena (tercera edición, Jena, 1901)